# Mohammad Ibraheem Khwakhuzhi
Mohammad Ibraheem Khwakhuzhi (* 28. Februar 1920; † 24. Oktober 1992), Sohn von Dur Mohammad, war ein afghanischer Schriftsteller, Dichter, Politiker und Erzieher.

## Leben
Khwakhuzhi besuchte die Habibia High School in Kabul. Im Jahr 1938 beendete er die Schule und studierte. Sein erstes Gedicht erschien bereits in der Tageszeitung, als er vierzehn Jahre alt war.
Im Jahre 1946 begann er mit der Arbeit in Kandahar auf der Kokaran High School. 1948 arbeitete er in Kandahar auf der Ahmad Shah Baba’s High School. Er war auch ein Mitglied der Afghanistan Wesh Zalmyan (Erwachte Jugend). Im Jahr 1942 beendete er erfolgreich den Kurs für Bildung und Literatur. 1956 wurde er Mitglied der pädagogischen Akademie.
Im Jahre 1957 wurde er Geschäftsführer von Radio Afghanistan und Lehrer für Pashto auf der Habibia High School. 1959 avancierte er zum Direktor von Radio Afghanistan und war auch Lehrer für Geschichte auf der Isteqlal High School. Im Jahre 1960 war er Assistent und Direktor des Afghanischen Theaters (Pohanae Nandare) und war Lehrer für Geschichte auf der Naderya High School. 1961 war er Mitglied der afghanischen-China Friendship Association.
Im Jahre 1962 beendete er erfolgreich den Journalismus-Kurs und 1963 wurde er als Generaldirektor für Literatur im afghanischen Ministerium eingestellt. Zwei Jahre später erhielt er die zweite Position im Da Meenapal Nishan vom damaligen König Mohammad Zaher Shah verliehen, später 1969 die erste. 1967 wurde er Präsident der öffentlichen Bibliotheken. Im gleichen Jahr wurde Afghanistan Mitglied des Nationalen Ausschusses der UNESCO.
Im Jahr 1971 wurde er Manager für Tugend der Sprache Paschtu in der Akademie für Bildung. Im Jahre 1973, durch die Einladung von König Faisal von Saudi-Arabien besuchte er Saudi-Arabien und erfüllte seine religiöse Pflicht der Pilgerfahrt nach Mekka.

## Werke
- 1. Da Meenae Wazhma 1 (Gedichtesammlung Teil 1)
- 2. Hekayat Na Diy Haqiqat Diy (Es ist nicht eine Erzählung, sondern die Wahrheit)
- 3. Yawa Zharawonki Manzara
- 4. Marghalara Aow Noor Khan (Roman)
- 5. Sheen Khali Aow Ghulalai (Roman)
- 6. Da Gustave Lebon Landi Khabari (Raten von Gustave Lebon)
- 7. Dwa Zwanee Marg Mayenan (Roman)
- 8. Da Meenae Wazhma 2 (Gedichtesammlung Teil 2)
- 9. Da Meenae Wazhma 3 (Gedichtesammlung Teil 3)

## Auszeichnungen
- 1946 bekam er den Pashto Literatur Award.
- 1959 erhielt er den Rahman Baba Literatur Award für seine Gedichte.
- 1965 die zweite „Da Meenapal Nishan“ (medal)
- 1969 die Erste „Da Meenapal Nishan“ (medal)
- 1973 bekam den Kulturpreis „Pohanpal“